# Zbaw mnie ode złego
Zbaw mnie ode złego (oryg. My Soul to Take) – amerykański horror z 2010 roku w reżyserii Wesa Cravena.
Po nakręceniu materiału tradycyjną techniką, film został skonwertowany na technikę 3D.

## Obsada
- Max Thieriot jako Adam „Bug” Plankov Hellerman
- John Magaro jako Alex Dunkelman
- Denzel Whitaker jako Jerome King
- Zena Grey jako Penelope Bryte
- Nick Lashaway jako Brandon O’Neil
- Paulina Olszynski jako Brittany Cunningham
- Jeremy Chu jako Jay Chan
- Emily Meade jako Leah „Fang” Plenkov Hellerman
- Raul Esparza jako Abel Plankov
- Jessica Hecht jako Siostra May Hellerman
- Frank Grillo jako Detektyw Frank Patterson
- Danai Gurira jako Jeanne-Baptiste
- Shareeka Epps jako Chandelle Kin
- Harris Yulin jako Blake
- Felix Solis jako Pan Kaiser